# Phyllodactylus rutteni
Phyllodactylus rutteni är en ödleart som beskrevs av  Pieter Wagenaar Hummelinck 1940. Phyllodactylus rutteni ingår i släktet Phyllodactylus och familjen geckoödlor. Inga underarter finns listade i Catalogue of Life.